# Vugelles-La Mothe
Vugelles-La Mothe ist eine politische Gemeinde im Distrikt Jura-Nord vaudois des Kantons Waadt in der Schweiz.

## Geographie
Vugelles-La Mothe liegt 7 km nordwestlich der Bezirkshauptstadt Yverdon-les-Bains (Luftlinie). Die beiden Dörfer Vugelles (520 m ü. M.) und La Mothe (548 m ü. M.) befinden sich im Tal des Arnon, am Jurasüdfuss, am Fuss des Chasseron.
Die Fläche des 3,1 km² grossen Gemeindegebiets umfasst einen kleinen Abschnitt am Jurasüdhang. Der südliche Gemeindeteil wird von Westen nach Osten vom Tal des Arnon durchquert, das hier parallel zum Jura verläuft. Südlich dieses Tals reicht der Gemeindeboden auf das dem Jura vorgelagerte Plateau (bis 580 m ü. M.). Nach Norden erstreckt sich das Gebiet den Steilhang des Jura hinauf bis zur Waldlichtung La Crochère, auf der mit 1050 m ü. M. der höchste Punkt von Vugelles-La Mothe erreicht wird. Der Jurasüdhang (Côte de Vugelles) ist im Bereich von Vugelles-La Mothe bewaldet und teilweise von Felswänden durchzogen. Am unteren Jurahang entspringen die drei Quellen Fontannets de La Mothe. Von der Gemeindefläche entfielen 1997 60 % auf Wald und Gehölze, 35 % auf Landwirtschaft, 4 % auf Siedlungen, und etwas mehr als 1 % war unproduktives Land.
Die Doppelgemeinde besteht aus den beiden Dörfern Vugelles und La Mothe sowie mehreren Einzelhöfen. Nachbargemeinden von Vugelles-La Mothe sind Novalles, Giez, Orges, Vuiteboeuf und Bullet.

## Bevölkerung
Mit 151 Einwohnern (Stand 31. Dezember 2023) gehört Vugelles-La Mothe zu den kleinsten Gemeinden des Kantons Waadt. Von den Bewohnern sind 81,8 % französischsprachig, 14,1 % deutschsprachig und 2,0 % englischsprachig (Stand 2000). Die Bevölkerungszahl von Vugelles-La Mothe belief sich 1900 noch auf 349 Einwohner. Nachdem die Bevölkerung in der ersten Hälfte des 20. Jahrhunderts durch starke Abwanderung um 70 % auf 108 Personen (1960) abgenommen hatte, blieb die Einwohnerzahl seither ziemlich stabil.

## Wirtschaft
Vugelles-La Mothe war bis Ende des 19. Jahrhunderts eine vorwiegend durch die Landwirtschaft geprägte Gemeinde. Im Jahr 1526 wurde am Arnon die erste Papiermühle des Waadtlandes gegründet. Gegen Ende des 19. Jahrhunderts erlebte die Gemeinde einen wirtschaftlichen Aufschwung, als sich eine Glockengiesserei, eine Spieldosenfabrik und eine Edelsteinschleiferei niederliessen. Nachdem die Produktion in diesen Betrieben als Folge der Wirtschaftskrise der 1930er Jahre eingestellt werden musste, kam es zu einer massiven Abwanderung.
Heute haben der Ackerbau und die Viehzucht wieder eine wichtige Bedeutung in der Erwerbsstruktur der Bevölkerung. Einige weitere Arbeitsplätze sind im lokalen Kleingewerbe und im Dienstleistungssektor vorhanden. In den letzten Jahrzehnten hat sich Vugelles-La Mothe auch zu einer Wohngemeinde entwickelt. Einige Erwerbstätige sind deshalb Wegpendler, die vor allem im Raum Yverdon arbeiten.

## Verkehr
Die Gemeinde liegt abseits der grösseren Durchgangsstrassen an einer Verbindungsstrasse von Vuiteboeuf entlang des Jurafusses nach Fontaines-sur-Grandson. Auch von Yverdon ist Vugelles-La Mothe leicht erreichbar. Durch einen Postautokurs, der von Yverdon nach Novalles verkehrt, sind Vugelles und La Mothe an das Netz des öffentlichen Verkehrs angebunden.

## Geschichte
Die erste urkundliche Erwähnung von Vugelles erfolgte 1228 unter dem Namen Vouzela. Später erschienen die Bezeichnungen Wouzala (1260), Vougala (1370), Vougella (1403) und Vougellaz (1453). Der Ortsname ist von der regionalen Dialektform vouerdze (Grünerle) abgeleitet. La Mothe wurde ebenfalls 1228 erstmals als La Mottaz genannt, was so viel wie befestigte Anhöhe bedeutet.
Vugelles und La Mothe gehörten im Mittelalter zunächst zur Herrschaft Champvent. Zu Beginn des 14. Jahrhunderts wurden die Dörfer von dieser Herrschaft abgetrennt, und die neue Herrschaft La Mothe wurde gegründet. Mit der Eroberung der Waadt durch Bern im Jahr 1536 gelangte Vugelles-La Mothe unter die Verwaltung der Vogtei Yverdon. Nach dem Zusammenbruch des Ancien Régime gehörte die Gemeinde von 1798 bis 1803 während der Helvetik zum Kanton Léman, der anschliessend mit der Inkraftsetzung der Mediationsverfassung im Kanton Waadt aufging. 1798 wurde es dem Bezirk Yverdon zugeteilt. Noch bis 1849 bildete Vugelles-La Mothe eine Grossgemeinde, zu der auch die Dörfer Orges und Longeville gehörten.

## Sehenswürdigkeiten
Die reformierte Pfarrkirche in Vugelles wurde in vorreformatorischer Zeit errichtet und später noch mehrmals umgestaltet. Auf einer kleinen Anhöhe bei La Mothe befinden sich die Mauerreste der aus dem 14. Jahrhundert stammenden Burg der Herrschaft La Mothe.

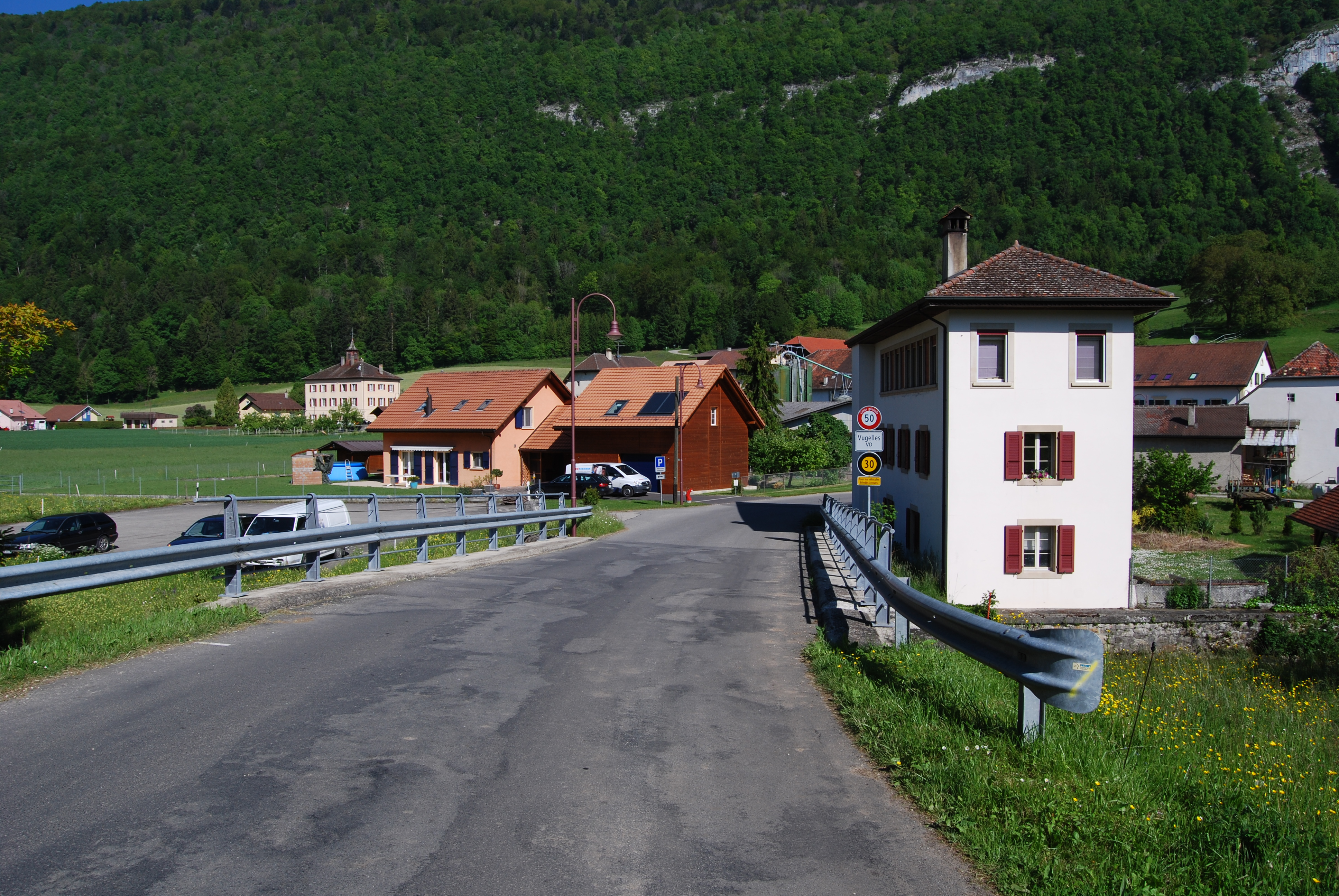
Ortseingang von Vugelles
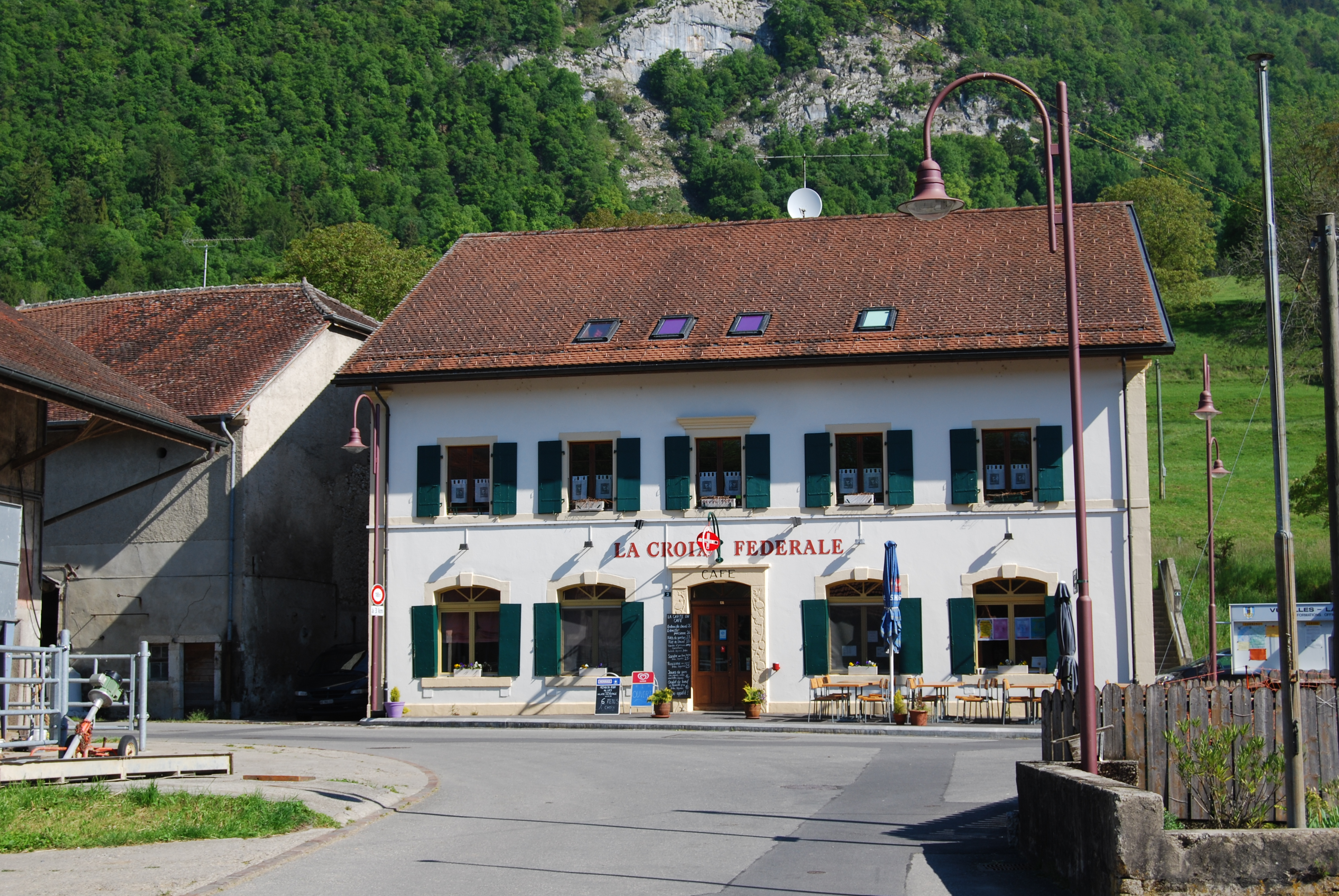
La Croix Fédérale
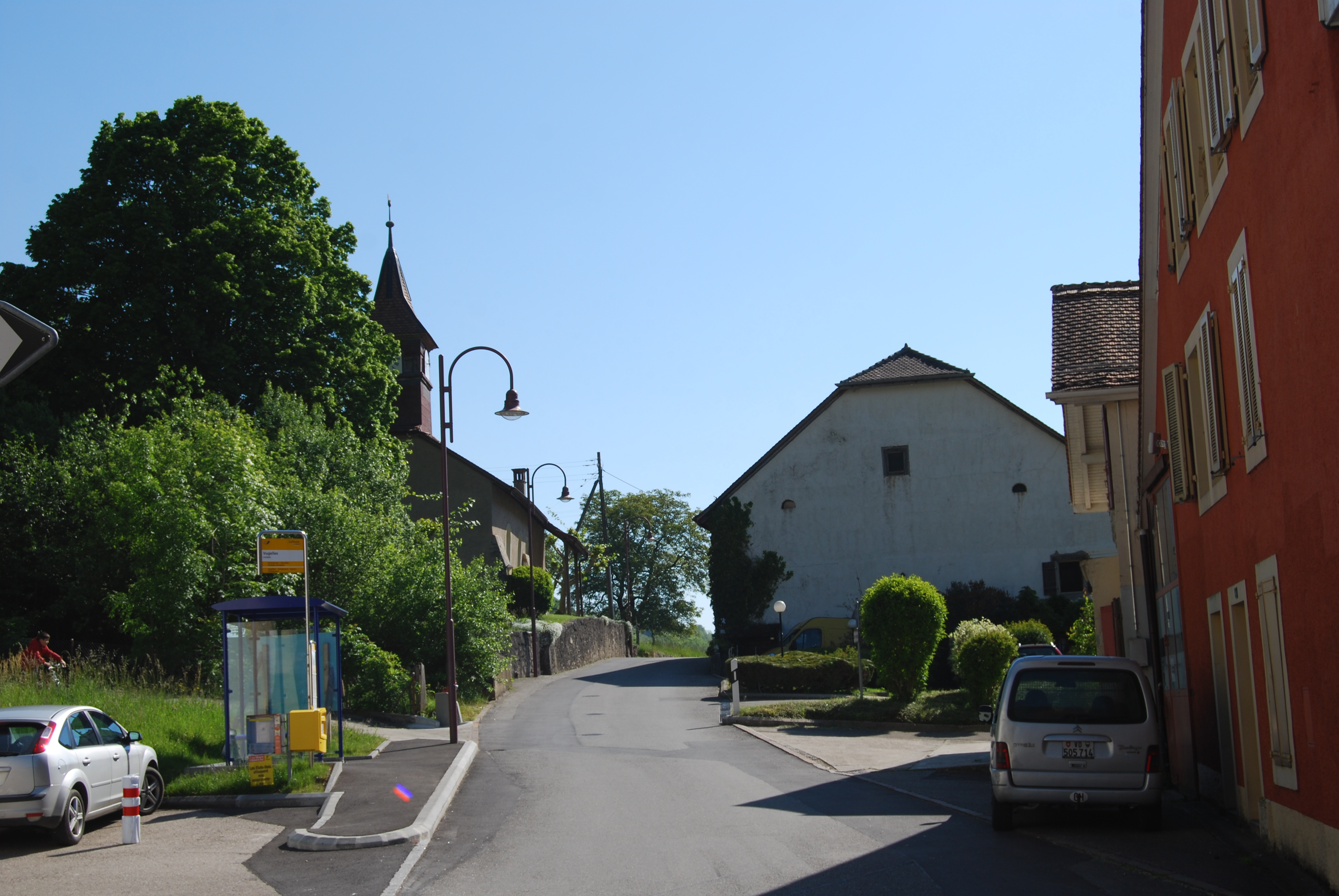
Dorfstrasse und Pfarrkirche
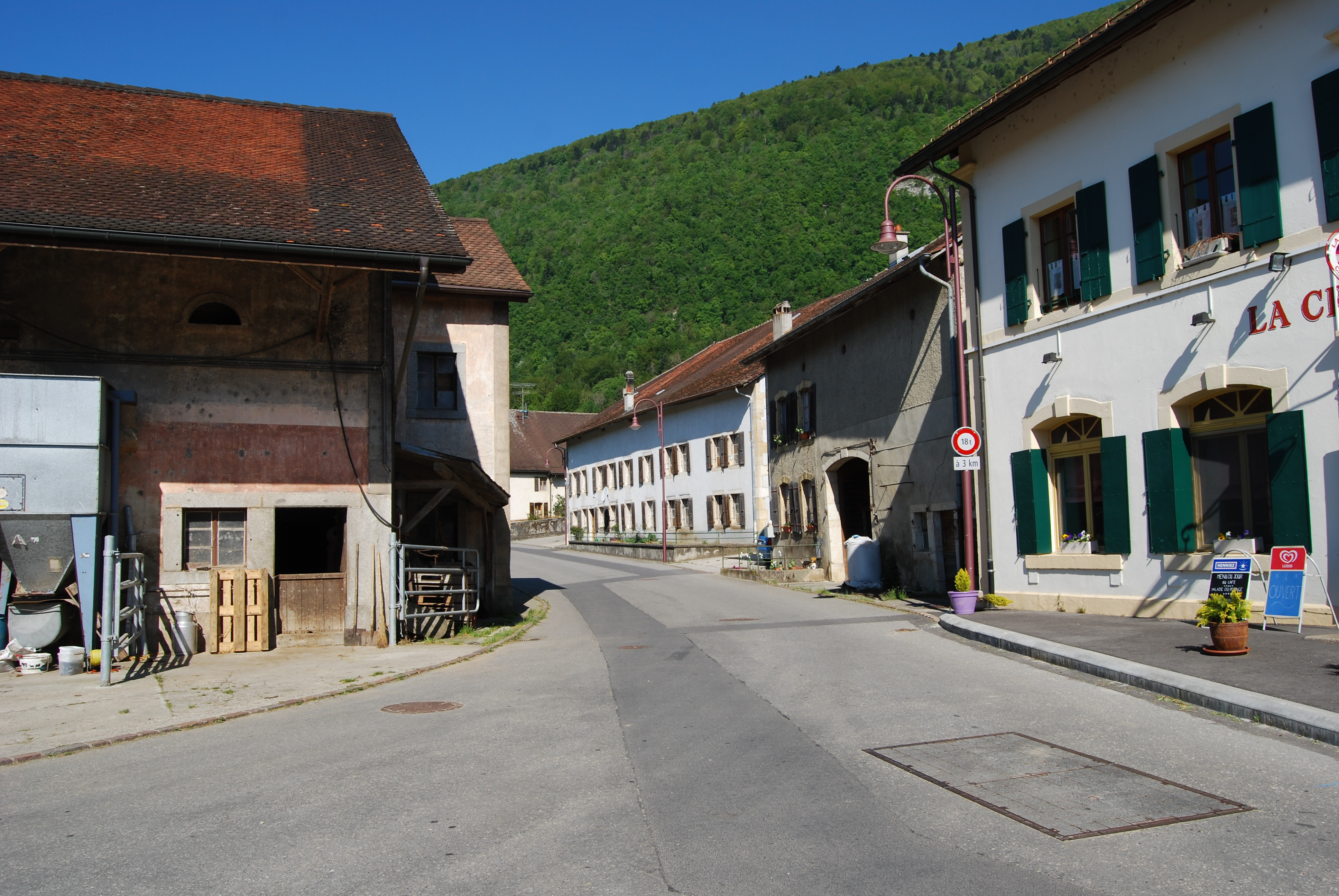
Dorfstrasse